# Лічені секунди
Лічені секунди (англ. Split Second) — британський фантастичний бойовик 1992 року.

## Сюжет
2008 рік. Після глобального потепління льодовики розтанули і частина суші опинилася під водою. У Лондоні з'явився невідомий, який по-звірячому вбиває людей, поїдаючи їх серця. Слідами серійного вбивці йде поліцейський Гарлі Стоун, який втратив напарника з вини цього вбивці. Ніхто не вірить Стоуну, коли той стверджує, що це не звичайний серійний вбивця, а чудовисько. Він має важкі стосунки зі своїми колегами, і в напарники йому дають молодого новачка Діка Деркіна, з яким перший час теж не ладнає. Але дуже скоро Дік стає таким же одержимим мисливцем.

## У ролях
| Актор             | Роль                |
| ----------------- | ------------------- |
| Рутгер Гауер      | Гарлі Стоун         |
| Кім Кетролл       | Мішель МакЛейн      |
| Ніл Дункан        | детектив Дік Деркін |
| Майкл Дж. Поллард | Щуролов             |
| Алан Армстронг    | Трешері             |
| Піт Постлетуейт   | Полсен              |
| Єн Дюрі           | Джей Джей           |
| Роберта Ітон      | Робін               |
| Тоні Стідман      | Пет О'Доннелл       |
| Стівен Гартлі     | Фостер МакЛейн      |
| Сара Стокбрідж    | Тіффані             |